# Вулька (Александровський повіт)
Вулька (пол. Wólka) — село в Польщі, у гміні Александрув-Куявський Александровського повіту Куявсько-Поморського воєводства.
Населення — 184 особи (2011).
У 1975-1998 роках село належало до Влоцлавського воєводства.

## Демографія
Демографічна структура станом на 31 березня 2011 року:
|          | Загалом | Допрацездатний вік | Працездатний вік | Постпрацездатний вік |
| -------- | ------- | ------------------ | ---------------- | -------------------- |
| Чоловіки | 88      | 23                 | 55               | 10                   |
| Жінки    | 96      | 20                 | 57               | 19                   |
| Разом    | 184     | 43                 | 112              | 29                   |